# East McIntosh (Dakota del Norte)
East McIntosh es un territorio no organizado ubicado en el condado de McIntosh en el estado estadounidense de Dakota del Norte. En el Censo de 2010 tenía una población de 278 habitantes y una densidad poblacional de 0,3 personas por km².

## Geografía
East McIntosh se encuentra ubicado en las coordenadas 46°4′44″N 99°12′19″O / 46.07889, -99.20528. Según la Oficina del Censo de los Estados Unidos, East McIntosh tiene una superficie total de 932.53 km², de la cual 900.21 km² corresponden a tierra firme y (3.47%) 32.32 km² es agua.

## Demografía
Según el censo de 2010, había 278 personas residiendo en East McIntosh. La densidad de población era de 0,3 hab./km². De los 278 habitantes, East McIntosh estaba compuesto por el 98.56% blancos, el 0.36% eran afroamericanos, el 0.36% eran amerindios, el 0.36% eran asiáticos, el 0% eran isleños del Pacífico, el 0% eran de otras razas y el 0.36% pertenecían a dos o más razas. Del total de la población el 0% eran hispanos o latinos de cualquier raza.